# بانک ملی کویت
بانک ملی کویت (به انگلیسی: National Bank of Kuwait) نخستین بانک کویتی است، که در سال ۱۹۵۲ توسط خالد زید الخالد تأسیس شد.
شعبه مرکزی بانک ملی کویت در شهر کویت، کویت قرار دارد. این بانک هم‌اکنون دارای شبکه‌ای از ۱۶۳ شعبه بانکی در خاورمیانه می‌باشد، همچنین دارای شعباتی در شهرهای نیویورک، ژنو، سنگاپور، پکن و پاریس است.